# Дивир
Дивир (њем. Düvier) је мјесто у њемачкој савезној држави Мекленбург-Западна Померанија у општини Лоиц. Према процјени из 2010. у општини је живјело 525 становника. Посједује регионалну шифру (AGS) 13052020.

## Географски и демографски подаци
Дивир се налази у савезној држави Мекленбург-Западна Померанија у округу Демин. Налази се на надморској висини од 2 метра. Површина мјеста износи 26,6 km². У самом мјесту је, према процјени из 2010. године, живјело 525 становника. Просјечна густина становништва износи 20 становника/km².